# Институт исследований научно-технического потенциала и истории науки имени Г. М. Доброва НАН Украины
Государственное учреждение «Институт исследований научно-технического потенциала и истории науки им. Г. М. Доброва НАН Украины» — научно-исследовательский институт при Президиуме Национальной Академии наук Украины.

## История
В 1960-х под руководством Геннадия Михайловича Доброва начал формироваться коллектив исследователей в отделе машинных методов обработки историко-научной информации Института истории АН УССР.
В марте 1968 г. он стал отделом Института математики АН УССР, а потом переводился в несколько других академических институтов:
- 1969—1971 — подразделение Совета по изучению производительных сил АН УССР.
- С 1971 г. по 1984 г. — отделение Комплексных проблем науковедения Института кибернетики АН УССР.
- 1984—1986 — Центр исследований научно-технического потенциала в составе Совета по изучению продуктивных сил АН УССР.
- В 1986 году к Центру присоединены отделы истории естествознания и техники Института истории АН УССР.
- 1986—1991 — Центр исследований научно-технического потенциала и истории науки в составе Института сверхтвердых материалов АН Украины.

В 1989 году Центру присвоено имя Г. М. Доброва — основателя украинской школы науковедения.
В 1991 году Центр получил статус научно-исследовательского института. С 11 июля 2014 г. Центр вышел из состава Отделения информатики и был подчинен Президиуму НАН Украины.
10 июля 2015 г. Центр был переименован в Государственное учреждение «Институт исследований научно-технического потенциала и истории науки им. Г. М. Доброва НАН Украины».

### Руководство[1]
С 1989 г. директором Института является Борис Антонович Малицкий — директор, доктор экономических наук, профессор, Заслуженный деятель науки и техники Украины.
- Мех Олег Андрійович — заместитель директора, доктор экономических наук, профессор, Заслуженный деятель науки и техники Украины, заведующий отделом системных исследований научно-технологического потенциала.
- Кубальский Олег Нарциссович — заместитель директора, доктор философских наук, доцент. С 1993—2015 гг. заместитель директора — к.э.н., старший научный сотрудник Кавуненко Лидия Филипповна[2].
- Хоменко Юрий Владимирович — заместитель директора по научно-технической работе[3].
- Корецкий Антон Игоревич — учёный секретарь, кандидат экономических наук, Глава совета молодых ученых Института[4][5][6]. С 2012—2013 гг. ученый секретарь Института — к.э.н., старший научный сотрудник Ольга Владимировна Красовская.

Адрес Института: бульвар Тараса Шевченко, 60, г. Киев, Украина, 01032.

## Направления деятельности
Основные направления деятельности Института:
— Обобщение исторического опыта, закономерностей, тенденций, методологических и социальных проблем развития науки Украины в контексте развития мировой науки.
— Историко-научный и науковедческий анализ развития, опыта, состояния и перспектив развития НАН Украины и её роли в обществе на этапе трансформации.
— Разработка и совершенствование организационных, экономических и информационных механизмов формирования и эффективного использования научно-технологического и инновационного потенциалов страны, интеграции отечественной науки в европейскую и мировую научные системы.
— Исследование факторов трансформации научных систем стран с переходной экономикой.
— Разработка научно-технологических и инновационных прогнозов.
Институт выполняет также функции методологического, научно-организационного, прогнозно-аналитического и учебно-методического учреждения, координирующего исследования в названых направлениях, проводящихся иными научными организациями и вузами, надает им научно-методическую помощь в развитии этих исследований и в подготовке научных кадров.
Институт является базовой организацией Украинского общества историков науки.
Институт работает в тесном контакте с министерствами, ведомствами, научными учреждениями, предприятиями, организациями Украины.

## Структура
Сейчас в Институте работают 62 научных сотрудника, в том числе 10 докторов наук (Литвинко А. С., Малицкий Б. А., Мех О. А., Оноприенко В. И., Попович А. С., Рыжко Л. В., Соловьёв В. П., Храмов Ю. А., Головатюк В. М., Терехов В. И.) и 36 кандидатов наук, являющихся представителями разных направлений естествознания, точных, технических и общественных наук.
В составе Института функционируют 3 научных отдела, 1 Центр и 1 межведомственная лаборатория :
межведомственная лаборатория Министерства образования и науки Украины и НАН Украины по проблемам формирования и реализации научно-технической политики Украины (заведующий — к.э.н., с.н.с. Булкин И. А., бывший заведующий лабораторией — д.э.н., к.физ.-мат. н., с.н.с., Заслуженный деятель науки и техники Украины А. С. Попович); отдел истории и социологии науки и техники (заведующий — д.ф.-м.н., проф., председатель Украинского общества историков науки и техники Ю. А. Храмов, к отделу был присоединен отдел методологии и социологии науки, который возглавлял д.филос.н., проф. В. И. Оноприенко); отдел системных исследований научно-технологического потенциала (заведующий — д.э.н., проф. О. А. Мех, заместитель заведующего — к.т. н. Бублик С. Г., предыдущий заведующий отделом — д.э.н., проф., член-корреспондент НАН Украины И. Ю. Егоров); Центр инноваций и технологического развития (заведующий — д.э.н., к.т. н., проф. В. П. Соловьёв); отдел проблем деятельности и стратегии развития НАН Украины (заведующий — к.т. н. О. А. Грачев).
Институт является базовой организацией Национального контактного пункта Седьмой рамочной программы Европейского Союза по исследованиям и технологическому развитию по приоритетному направлению «Социально-экономические и гуманитарные науки». Руководитель НКП при Институте — О. В. Каплинский.
В Институте действуют специализированные ученые советы по защите диссертаций на соискание научных степеней кандидата и доктора наук, в которых защитилось более 350 специалистов, по специальностям:
- 08.00.03 — экономика и управление национальным хозяйством;
- 07.00.07 — история науки и техники.

Институт регулярно проводит международные научные конференции и активно ведет издательскую деятельность, в частности, издает международный научный журнал «Наука и науковедение», периодический научный сборник «Очерки истории естествознания и техники».
6-7 июля 2019 года прошел международный симпозиум «Национальные академии наук : современное состояние, перспективы и проблемы развития».